# Liechtenstein történelme
A Liechtensteini Hercegség területe a Német-római Birodalomhoz tartozott. A 18. század elején Vaduzt és Schellenberget az alsó-ausztriai eredetű Liechtenstein hercegi család vásárolta meg, amelynek azért volt szüksége a birodalom határain belül fekvő birtokokra, hogy helyet foglalhassanak a birodalmi hercegi tanácsban. A Liechtensteini hercegséget VI. Károly császár hozta létre számukra 1719-ben. 1806-ban a Német-római Birodalom felbomlott és a hercegséget Napóleon szuverén államként a Rajnai Szövetséghez csatolta. Napóleon bukása után Liechtenstein független maradt a Német Szövetségen belül. Hercegei Bécsben, az osztrák császári udvarban laktak és fontos diplomáciai és katonai feladatokat vállaltak. Az első világháború után, a császárság megszűntével Svájccal léptek vámunióra. A két világháborúban Liechtenstein semleges maradt. 1945 után Csehszlovákia elkobozta a hercegi család morvaországi és sziléziai birtokait, ezért Liechtenstein csak 2009-ben ismerte el Csehországot és Szlovákiát. A második világháború után a gazdaság a banki szolgáltatásokra kezdett koncentrálni; emiatt és a rendkívül alacsony vállalkozási adó miatt ma Liechtensteinben található a világ második legmagasabb egy főre jutó GDP-je.

## Ókor
A hercegség területén az ember legkorábbi nyomai az i.e. 5. évezredből valók. Mivel a Rajna-völgyet gyakran elárasztották az árvizek és mocsaras is volt, ezért főleg a magasabban fekvő helyeken telepedtek meg. A gutenbergi várhegyen bronzból készült istenfigurákat is találtak.
A 8. században réti (latinul Raeti) népek telepedtek meg itt. Kimutatható a kelták kulturális hatása is. I.e. 15-ben a mai hercegség területét Raetia római provinciához csatolták. Az i.sz. 1. században katonai út készült a Splügen-hágón át a Rajna mentén Bregenzig, amely mentén pihenőállomások épültek. Schaanwaldban és Nendelnben római villák maradványaira bukkantak. Idővel a helyi lakosság romanizálódott, átvette a latin nyelvet, ebből lett a későbbiekben a romans nyelv. A kereszténység a 4. században ért el a Rajna-völgybe, a hagyomány szerint az első hittérítő a churi Szent Luzius volt. A kései római kor emléke a Schaanban épült erőd, amellyel az alemannok támadásait igyekeztek kivédeni.  

## Középkor

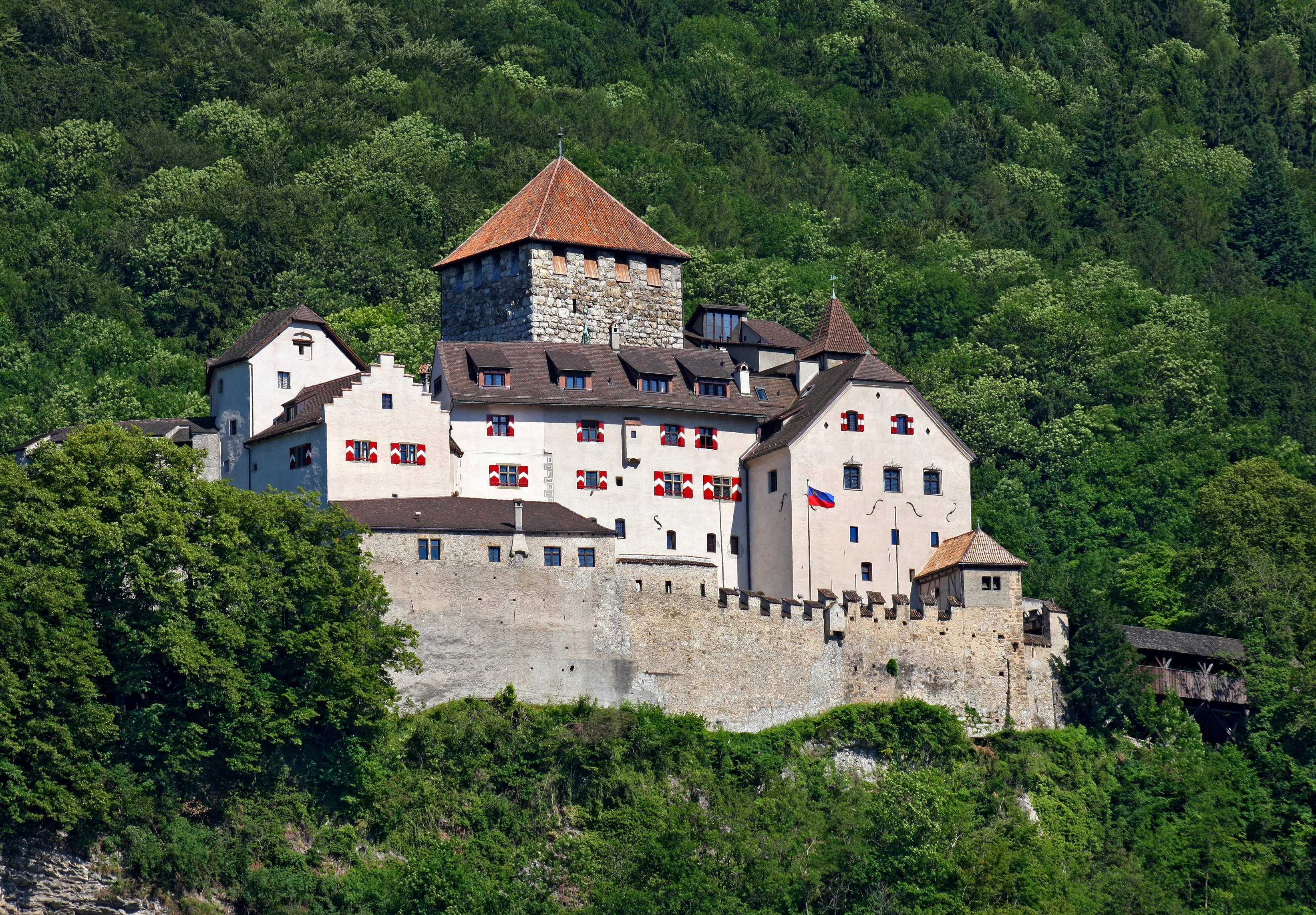
A vaduzi várkastély

A római hatalom összeomlása után az alemannok telepedtek meg a hercegség területén. A 8. században Raetia a Frank birodalom részévé vált és 806-ban Nagy Károly bevezette a gau alapú közigazgatást. Egy 842-es királyi birtokösszeírásban említik először a mai liechtensteini településeket (Balzers, Schaan és Eschen).
A 10. századtól 1152-ig Raetia a Bregenz grófoké volt. A család kihalása Raetia a Montfortokhoz került, amely később Montfort és Werdenberg ágra oszlott. Az utóbbi később szintén kettévált és így jött létre 1342-ben a Vaduzi grófság.
1379-ben Vencel király Heinrich von Werdenberg grófnak ítélkezési jogot adott. 1396-ban a Vaduzi grófság a hűbéri láncolatot megkerülve, közvetlenül a császár joghatósága alá került, vagyis reichsfrei státuszt kapott. A vaduzi grófi család 1416-ban kihalt és a birtokot a svájci Emmentalból származó Brandis-família örökölte. 1434-ben megszerezték hozzá a szomszédos, síkvidéki Schellenberget is: a két birtok együtt teszi ki a mai Liechtensteni hercegséget.
A 15. században három helyi háború hozott sok pusztítást és fosztogatást a vaduziaknak és schellenbergieknek: az ózürichi (1444–1446), a sváb (1499–1500) és az appenzelli háború (1505). A sváb háború hosszan tartó következményekkel járt: ekkor húzták meg a Svájci Konföderáció és a Német-római Birodalom közötti határt, Liechtenstein pedig határmenti, periferiális helyzetbe került.
Az utolsó Brandis báró 1510-ben eladta Vaduzt és Schellenberget a Sulz grófoknak, akik békében kormányozták azokat 1613-ig; ekkor eladták a Hohenems grófi családnak. A katolikus grófok sikerrel akadályozták meg, hogy a helybeliek között elterjedjen a kálvinizmus.
A 17. században a harmincéves háborúban osztrák és svéd katonák is megszállták a vidéket. Pestis is pusztított és egy boszorkányper során több mint száz elítéltet végeztek ki. A nagy adósságokat felhalmozott Hohenemsek 1699-ben Schellenberget, 1712-ben pedig Vaduzt is eladták Johann Adam von Liechtenstein hercegnek.

## A hercegség létrejötte

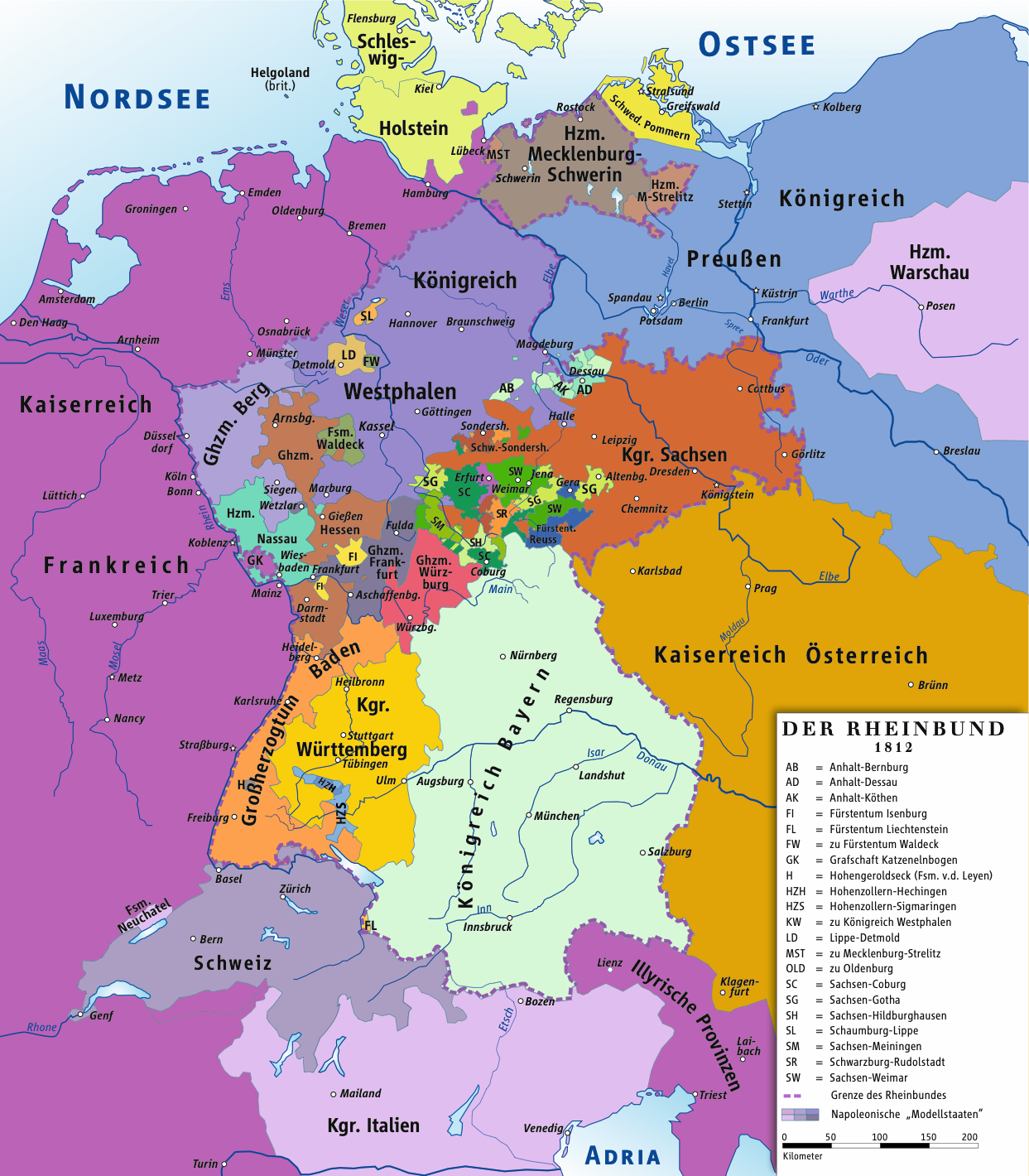
A Rajnai Szövetség térképe. Liechtenstein külön helyezkedett el, Svájc keleti határánál

A Liechtenstein-család a legrégebbi európai nemesi házak közé tartozik. Először 1136-ban említik Hugo von Liechtensteint, aki a Bécsi-erdőben található Liechtenstein váráról vette a nevét. Az idők folyamán számos birtokot szereztek Alsó-Ausztriában, Cseh- és Morvaországban. A 13. századi Ulrich von Liechtenstein jeles költő volt. 1608-ban a családot örökös hercegi rangra emelték, azonban a birodalmi hercegi tanácsba nem kerültek be, mert nem volt a Német-római Birodalom határain belüli hercegségük.
Johann Adam halála után 1718-ban Anton Florian von Liechtenstein lett a hercegi dinasztia feje, aki korábban nagy szolgálatokat tett VI. Károly császárnak. A császár ezért 1719. január 23-án Vaduzból és Schellenbergből létrehozta számára a Liechtensteini hercegséget, vagyis nem a hagyományos módon a család kapta a nevét a birtokról, hanem ebben az esetben fordítva történt. A hercegeket nem érdekelte a távoli és szegény vidék, a bécsi udvarban és Morvaországban feldsbergi és eisgrubi kastélyaikban töltötték idejüket. Először csak 1842-ben léptek a hercegség területére.
A napóleoni háborúk idején, 1799-ben a francia hadsereg átvonult Liechtensteinen, amikor megostromolta a közeli Feldkirchet; ez volt az utolsó eset, amikor a hercegség közvetlenül érintve volt valamilyen háborúban. 1806-ban megszűnt a Német-római Birodalom és a hercegség hűbérúr nélkül maradt. Ugyanebben az évben Napóleon az akkori herceg, I. János beleegyezése nélkül Liechtensteint tagjává tette a Rajnai Szövetségnek. A francia császárság bukása után a mesterséges szervezet szétesett, de az 1815-ös bécsi kongresszus megerősítette Liechtenstein szuverenitását. A hercegség ezután belépett a Német Szövetségbe.

## 19. század
A 19. század elejétől Liechtenstein gazdaságilag egyre inkább elszigetelődött, miközben szomszédai iparosodni kezdtek. A magas adók is gátolták a gazdasági fejlődést. Az abszolutista szellemben kormányzó hercegek elutasították a politikai reformokat. Az 1848-as népek tavaszán Liechtensteinben is forradalmi volt a hangulat, amit azonban II. Alajos herceg néhány reformmal leszerelt. A liberális forradalom bukása után aztán visszavonta reformjait.
A hercegség 1852-ben vámunióra lépett Ausztriával, ami segítette a textilipar felfutását. 1858-ban a tizennyolc éves II. János lépett a hercegi trónra, aki aztán 71 évig, 1929-es haláláig uralkodott. 1861-ben megalapították az első liechtensteini bankot. A herceg 1862-ben aláírta a politikai rendszert megreformáló, liberális alkotmányt, amely létrehozta a képviselőkből álló törvényhozást. Ugyanebben az évben megjelent az első újság. 1866-ban megszűnt a Német Szövetség és két évvel később II. János teljesen felszámolta a pénzügyi terhet jelentő nyolcvanfős liechtensteini hadsereget. A 19. század végén megindult a turizmus. A helyi ipar elsősorban textilkészítésből állt, ami főleg nőknek kínált munkát. Sok férfi kivándorolt Amerikába.

## 20. század
Az első világháborúban Liechtenstein semleges maradt, de Ausztriától függő gazdaságát komolyan érintette a központi hatalmakat sújtó kereskedelmi blokád. A textilgyárak bezártak, a lakosság pedig gyakran éhezett. Az infláció lenullázta a megtakarításokat. Az általános elégedetlenség politikai reformokat követelt. 1918-ban megalakult a Keresztényszocialista Néppárt és a Progresszív Polgári Párt. A herceggel való tárgyalások eredményeképpen 1921. október 5-én életbe lépett az új, demokratikusabb alkotmány, amely kisebb változtatásokkal ma is érvényben van.
Az Osztrák-Magyar Monarchia szétesés után 1919-ben megszűnt az Ausztriával kötött vámegyezmény. Liechtenstein 1923-ban Svájccal lépett vámunióra, a következő évben pedig az addigi osztrák pénz helyett a svájci frankot vezették be hivatalos fizetőeszközként.

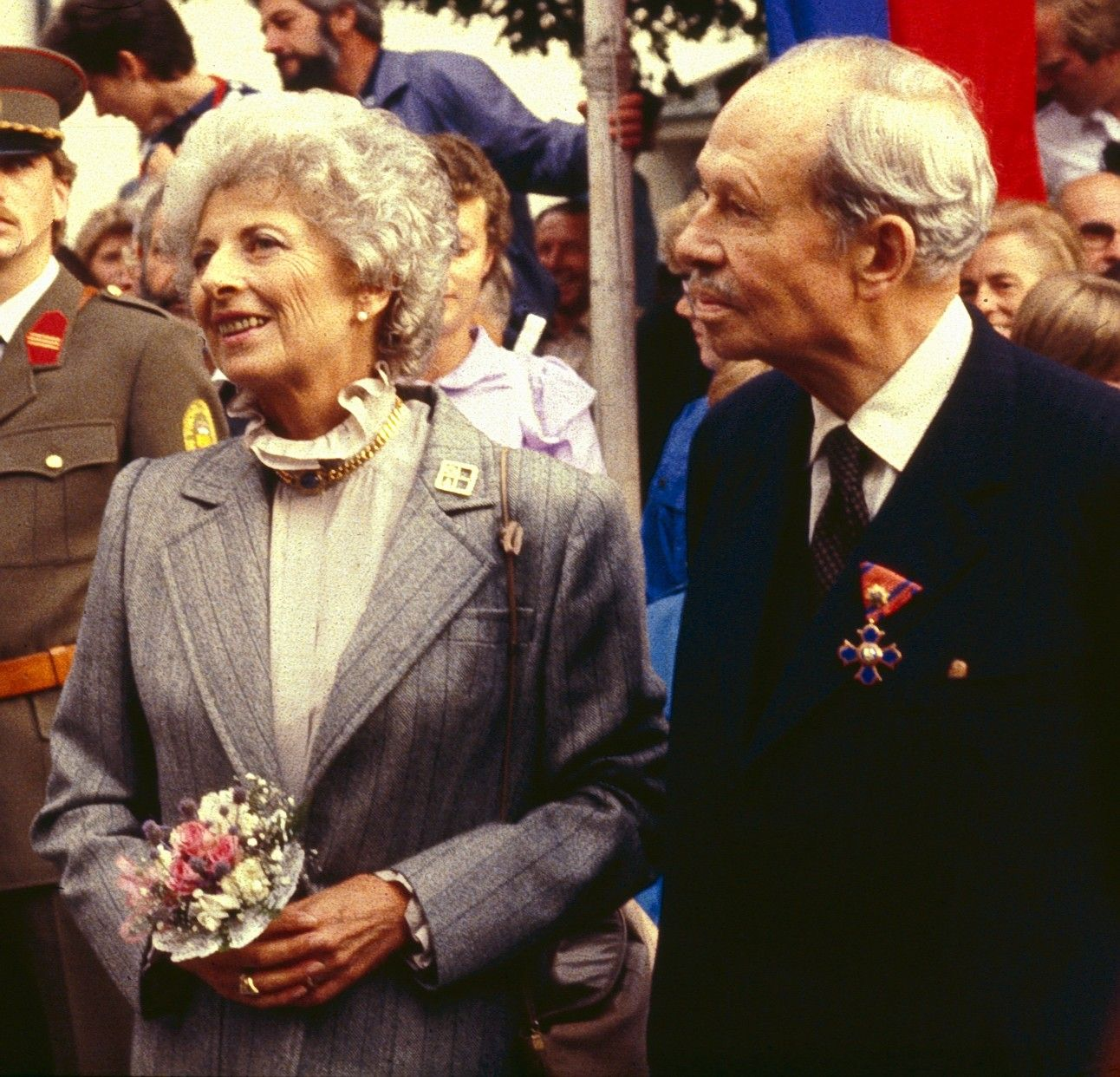
II. Ferenc József herceg és felesége 1988-ban

II. János 1929-es halála után öccse, I. Ferenc jutott hatalomra, aki ekkor már szintén idős, 75 éves volt. 1938-ban unokaöccse fiát, II. Ferenc Józsefet (Ferenc József császár keresztfiát) nevezte ki régensnek, feltehetőleg azért is, mert zsidó származású felesége miatt a nemzetiszocialisták célkeresztjébe került és nem akart indokot szolgáltatni a német megszállásra. Néhány hónappal később meg is halt. Röviddel azelőtt, hogy a nácik Csehszlovákiában megszállták volna morvaországi birtokait, II. Ferenc József áthelyezte székhelyét Vaduzba; ő volt az első herceg aki ténylegesen Liechtenstein területén lakott. A liechtensteini hercegek korábban főleg Bécsben éltek és fontos katonai vagy diplomáciai szolgálatot láttak el a császári udvarban.
1939-ben a náci Liechtensteini Német Mozgalom puccsal próbálta átvenni a hatalmat (horogkeresztek égetésével akarták kiprovokálni a német megszállást), de nem jártak sikerrel. Az ország semleges maradt a második világháborúban. Mintegy 400 menekültet fogadtak be (de 160-at visszautasítottak). 1945 májusában menedéket adtak a németek oldalán harcoló I. Orosz Nemzeti Hadsereg ötszáz katonájának és az erőteljes szovjet nyomás ellenére sem adták ki őket Sztálinnak.

## A második világháború után
A háború után Csehszlovákia és Lengyelország – arra hivatkozva, hogy német tulajdon – elkobozták a Liechtenstein hercegi család 1600 km²-t kitevő morvaországi és sziléziai birtokait, beleértve a Világörökség részét képző lednicei és valticei kastélyokat. Emiatt Liechtenstein és Csehszlovákia között nem volt hivatalos kapcsolat, a hercegség csak 2009-ben ismerte el hivatalosan Csehországot és Szlovákiát.
A világháború után alapvetően megváltozott a gazdaság, a korábbi mezőgazdasági orientáció helyett svájci mintára a szolgáltatói (főleg pénzügyi) szektorra helyezték a hangsúlyt. Az alacsony adók miatt sok külföldi vállalat Liechtensteinben jegyeztette be magát. Ma a 37 ezer lakosra 73 ezer bejegyzett vállalkozás jut és a hercegségben az egy főre jutó GDP a második legmagasabb a világon, a herceg pedig ötmilliárd dollárra becsült vagyonával a világ hatodik leggazdagabb uralkodója. 1972-ben elfogadtak egy törvényt, miszerint a külföldi születésű lakosok száma soha nem lehet magasabb mint a teljes népesség egyharmada. Ugyanebben az évben népszavazást tartottak a nők szavazati jogáról, de a javaslat elbukott.
Liechtenstein 1978-ban csatlakozott az Európa Tanácshoz, 1990-ben tagja lett az ENSZ-nek (semlegessége miatt Svájccal együtt sokáig kívül maradt), 1991-ben az Európai Szabadkereskedelmi Társulásnak, 1995-ben pedig a Világkereskedelmi Szervezetnek. 1996-ban Oroszország visszaszolgáltatta a második világháborúban elrabolt hercegi levéltárat.

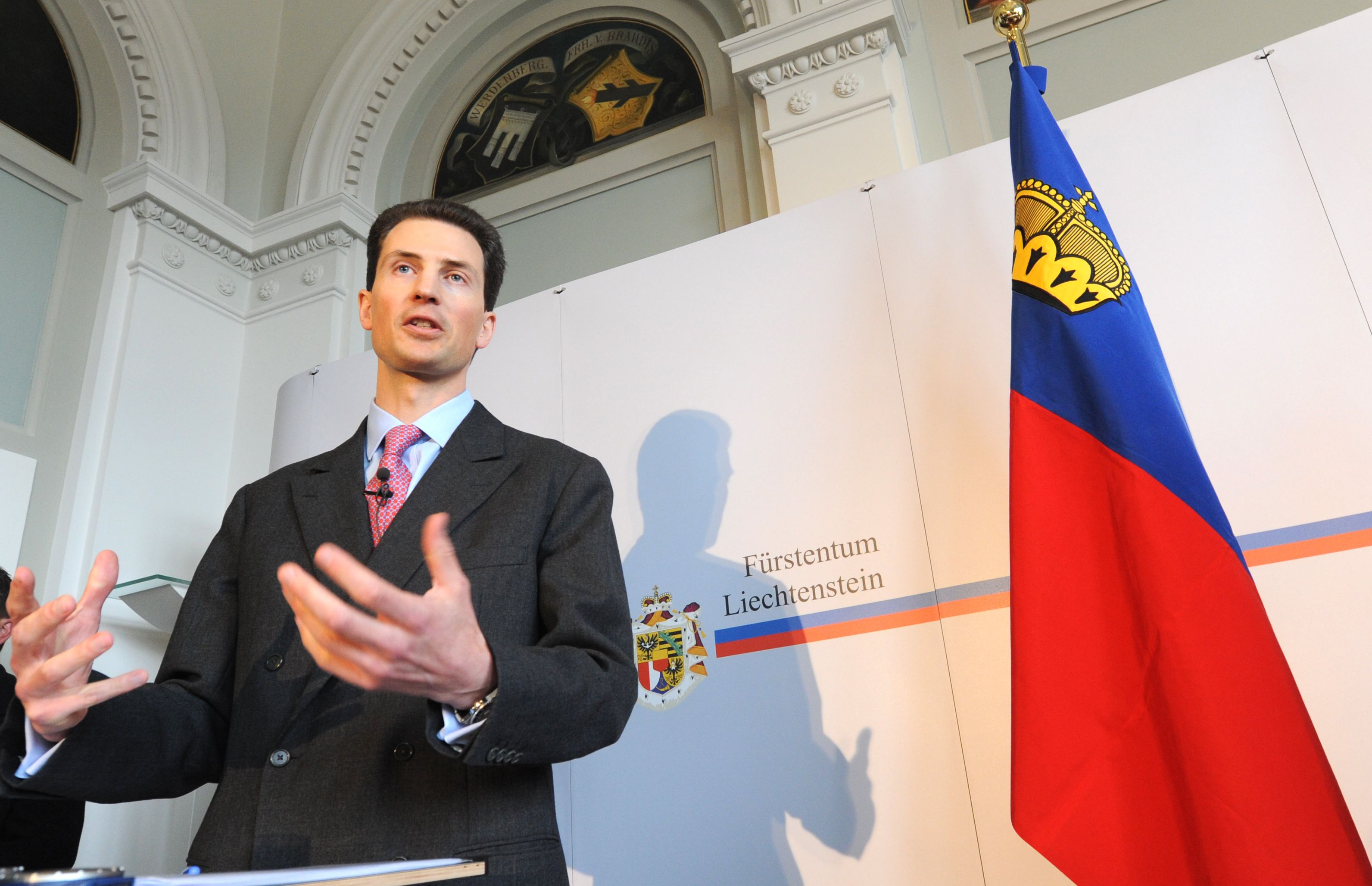
Alois von Liechtenstein, az ország régense és trónörököse

1984-ben újabb (immár harmadik) népszavazást rendeztek a női szavazati jogról, amin csak férfiak vehettek részt. 2370 igen szavazattal 2251 ellenében a nők (Európában utolsóként) voksolási joghoz jutottak.
II. Ferenc József 1989-es halála után fia, II. János Ádám vette át a hatalmat. 2004. augusztus 16-án fiát, Alajost kinevezte a hercegség régensének, de az államfő továbbra is ő maradt.
2003-ban népszavazással változtatták meg az alkotmányt. Az uralkodó jogait megerősítették, többek között lehetősége nyílik a kormány és a parlament feloszlatására. Emellett lehetőség nyílt az uralkodó leváltására is. II. János Ádám előtte azzal fenyegetőzött, hogy ha elutasítják a változtatásokat, akkor lemond és Bécsbe költözik, de a szavazók kétharmada az új alkotmányra voksolt.

## Fordítás
- Ez a szócikk részben vagy egészben  a   Geschichte Liechtensteins című német Wikipédia-szócikk ezen változatának fordításán alapul.  Az eredeti cikk szerkesztőit annak laptörténete sorolja fel. Ez a jelzés csupán a megfogalmazás eredetét és a szerzői jogokat jelzi, nem szolgál a cikkben szereplő információk forrásmegjelöléseként.